# Ernest Samuel Williams
Ernest Samuel Williams (New Richmond, Indiana, 27 september 1881 – Saugerties, New York, 8 februari 1947) was een Amerikaans componist, muziekpedagoog, dirigent en kornettist.

## Levensloop
Williams begon op zeer jonge leeftijd onder aanleiding van zijn vader de cornet te bespelen. Bij de uitbraak van de Spaans-Amerikaanse Oorlog in 1898 werd hij lid en al spoedig  dirigent van de 158e Indiana Volunteer Regiment Band. Na meerdere successen verliet Williams dit orkest in 1899 en werd cornettist in verschillende harmonieorkesten. In 1901 ging hij met John Sousa en zijn band op tournee door Europa. Hetzelfde jaar werd hij solo-cornettist bij de 13e Regiment Band in Ontario Beach. Na zijn vertrek naar Boston in 1903 werd hij tijdens de zomer cornettist van de Mace Gay Band in Nantasket Beach en in de winter bij de Boston Cadet Band, waar hij tegelijkertijd cornet-solist en dirigent was.
In 1904 stichtte hij zijn eigen muziekuitgave, waar onder andere ook Edwin Eugene Bagley's National Emblem March en andere belangrijke werken voor harmonieorkest of militaire kapel werden gepubliceerd.
In 1911 huwde hij met Katherine Rankin, een van zijn studenten, en beiden vertrokken naar Colorado Springs. In Colorado Springs had Williams een zomerengagement met de Herman Bellstedt Band. In 1913 had hij samen met zijn echtgenote een succesvolle een jaar durende tour door heel Australië en in het volgende jaar een wereldtournee. In 1917 was hij cornetsolist in de Patrick Conway Band en aansluitend eerste trompettist in het orkest van Victor Herbert. In 1917 was hij ook eerste trompettist in het Philadelphia Orchestra. Van 1918 tot 1922 was hij solist in de Goldman Band tijdens de zomeredities aan de Columbia University in New York. In 1920 werd hij dirigent van de Kismet Temple Shrine Band in Brooklyn.
Na de terugkomst vanuit het Philadelphia Orchestra in 1922 begonnen zijn plannen een eigen muziekschool te stichten. Vanaf 1922 had hij al een aantal privéstudenten. In juni 1929, nadat Patrick Corway was overleden, werd hij Dean van de Conway Military Band School, die wederom verbonden was aan het Ithaca College School of Music, Ithaca New York. Maar in 1931 gaf hij deze functie op, om zijn eigen Ernest Williams School of Music in Brooklyn te stichten. Sterk georiënteerd aan de organisatie van de Royal Military School of Music "Kneller Hall" in Londen werden vanaf 1931 faculteiten met professoren en studenten bezet. De school groeide en werd later groter met een verbreed aanbod en samenwerking met de YMCA organisatie. Later werd de Ernest Williams School of Music een afdeling van de Universiteit van New York en Williams werd dirigent van de concertband van deze universiteit. Een doelstelling van deze school was de technische en praktische, artistieke opleiding van hun studenten en kennissen van het harmonieorkest, het orkest en de koren te verbeteren. Niet alleen verzorgden zij de New Yorkse premières van Lincolnshire Posy van Percy Aldridge Grainger en Storm King van Eric Leidzen, maar ook het schrijven van eigen composities voor een jaarlijks compositiewedstrijd was voor de studenten een must. De winnaar van de wedstrijd kon zijn onderscheiden werk zelf dirigeren in een uitvoering met de Goldman Band. Tijdens de Tweede Wereldoorlog in 1943 werd de school gesloten, omdat heel veel studenten slachtoffers werden in deze oorlog.
In 1930 stichtte hij ook het Ernest Williams Music Camp een jaarlijks gebeuren in Saugerties, New York, dat aanvankelijk hoofdzakelijk met studenten van de Band school van het Ithaca College School of Music bezet was. In 1932 gingen ook alle studenten van de Ernest Williams School of Music naar dit gebeuren. Het doel van dit kamp was, studenten uit de hele Verenigde Staten instructies op hoog niveau te geven en de mogelijkheid met prominente uitvoerende of professoren in een zo mogelijk aangename omgeving met recreatiemogelijkheden nieuwe of authentieke werken te studeren. Het kamp werd in 1948, een jaar na het overleden van zijn stichter, gesloten omdat een brand belangrijke gebouwen verwoest had en een groot deel van de Noten-bibliotheek verloren is gegaan.

## Composities

### Werken voor harmonieorkest
- 1938 First Symphony in c minor
- 1938 Golden Jubilee, mars
- 1942 Neoteric, mars
- The Three Bluejackets

- International Standard Name Identifier: 0000 0001 0958 5453
- Library of Congress Control Number: no95056178
- SNAC: w67j2bcb
- Union List of Artist Names: 500111325
- Virtual International Authority File: 19267176
- WorldCat: E39PBJjHfyrTY6kgmP9M4PtFrq